# Engelbert III. (Brienne)
Engelbert III. († vor 28. Dezember 1035) war ein Graf von Brienne aus dem Haus Brienne.
Engelbert III. und sein Bruder Guido (Ingelberti comitis, fratrisque ejus Widonis) dienten in einer zwischen den Jahren 1027 und 1031 zu datierenden Urkunde des Abtes Dudon von Montier-en-Der als Zeugen. In einer weiteren Urkunde desselben Abtes wird Engelbert als Schwager Stephans von Joinville genannt, womit er und Guido Söhne von Engelbert II. gewesen sein dürften. Als ihre Mutter wird in einer genealogischen Abhandlung zum Grafenhaus von Anjou aus dem frühen 12. Jahrhundert eine Frau namens Wandalmodis genannt, welche mütterlicherseits von der Herrenfamilie von Salins abstammte.
Bis spätestens zum 28. Dezember 1035 ist Engelbert III. verstorben, da an jenem Datum Walter I. erstmals als Graf von Brienne auftritt.

## Weblink
- COMTES de BRIENNE bei fmg.ac

| Vorgänger     | Amt                               | Nachfolger |
| ------------- | --------------------------------- | ---------- |
| Engelbert II. | Graf von Brienne 1027/31–vor 1035 | Walter I.  |

| Personendaten    | Personendaten                        |
| ---------------- | ------------------------------------ |
| NAME             | Engelbert III.                       |
| KURZBESCHREIBUNG | Graf von Brienne                     |
| GEBURTSDATUM     | 10. Jahrhundert oder 11. Jahrhundert |
| STERBEDATUM      | 11. Jahrhundert                      |